# 喜鵲屋站
喜鵲屋站（：／ Kkachiul yeok */?）是首爾地鐵7號線沿線的一座地下車站，位於韓國京畿道富川市春衣洞與鵲洞的邊界。站名為韓語固有詞，乃當地地名。

## 車站結構
站體為1面2線島式月台的地下車站，候車月台設有月台幕門，並有5處出口。

### 月台配置
| 溫水 ↑           |
| 下 上 \|         |
| ↓ 富川綜合運動場 |

| 月台 | 路線           | 目的地                                       |
| ---- | -------------- | -------------------------------------------- |
| 上行 | ●首爾地鐵7號線 | 溫水、新大方丁字路口、南城、蘆原、長岩方向   |
| 下行 | ●首爾地鐵7號線 | 富川綜合運動場、富川市廳、上洞、富平區廳方向 |

## 歷史
- 2012年10月27日：落成啟用。

## 車站周邊
- 富川喜鵲屋淨水廠（富川水博物館）
- 富川植物園
- 富川林園
- 富川山之音青少年修煉館
- 富川常綠學校
- 富川老人福利中心
- 陽川公車總站
- 首爾西部貨運站
- 喜鵲屋隧道

## 圖片

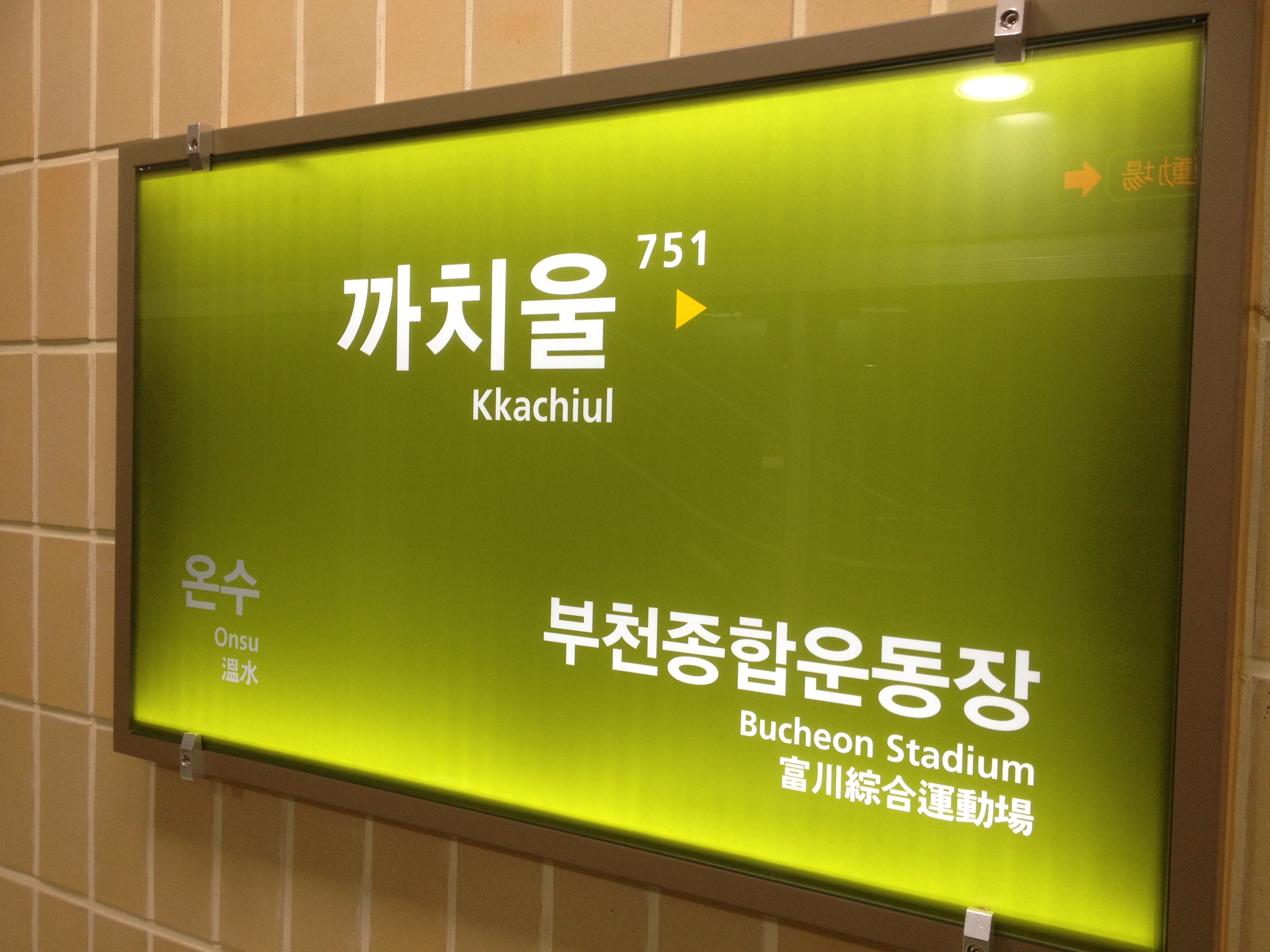
站名牌
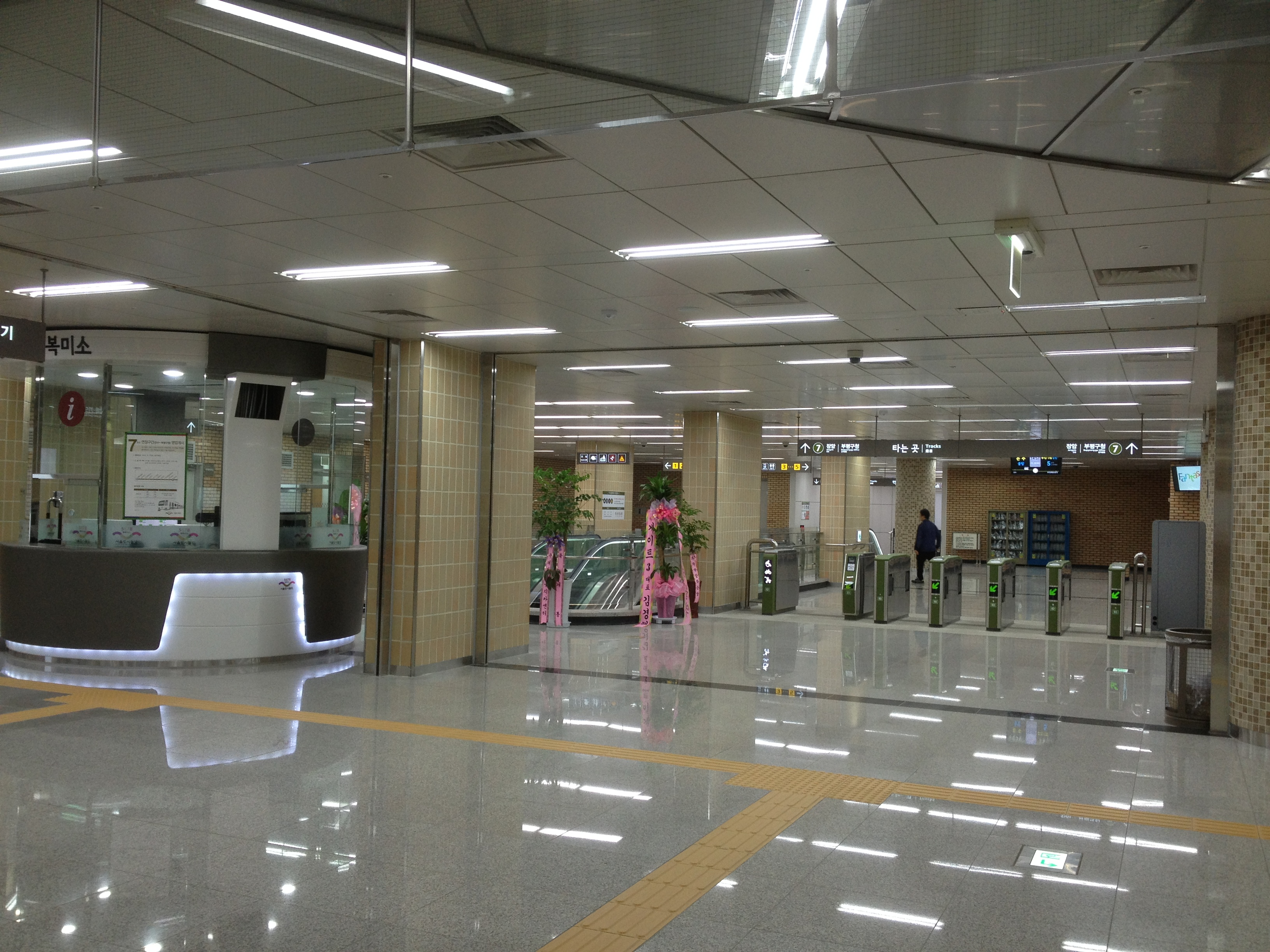
車站大廳
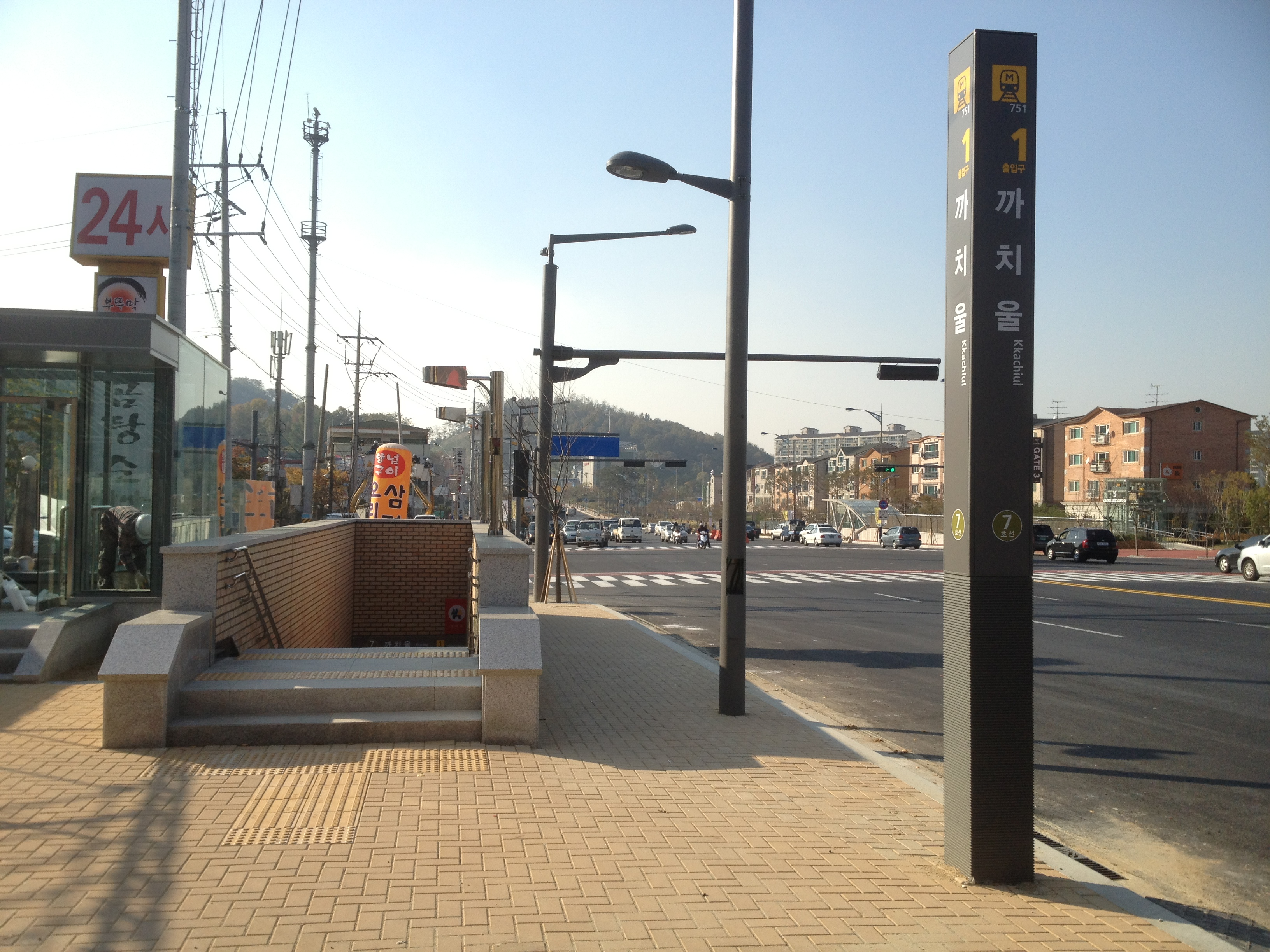
1號出口
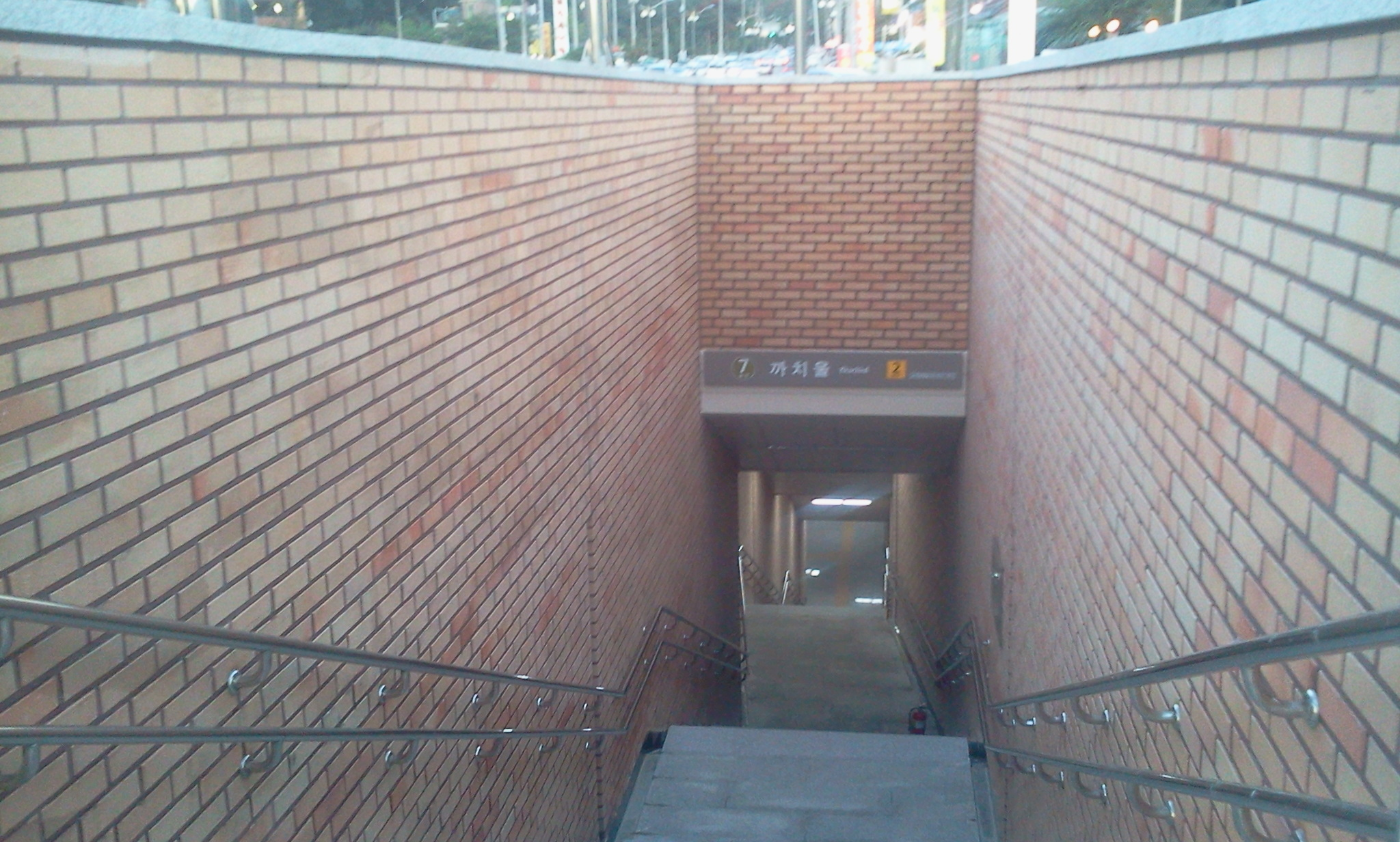
2號出口
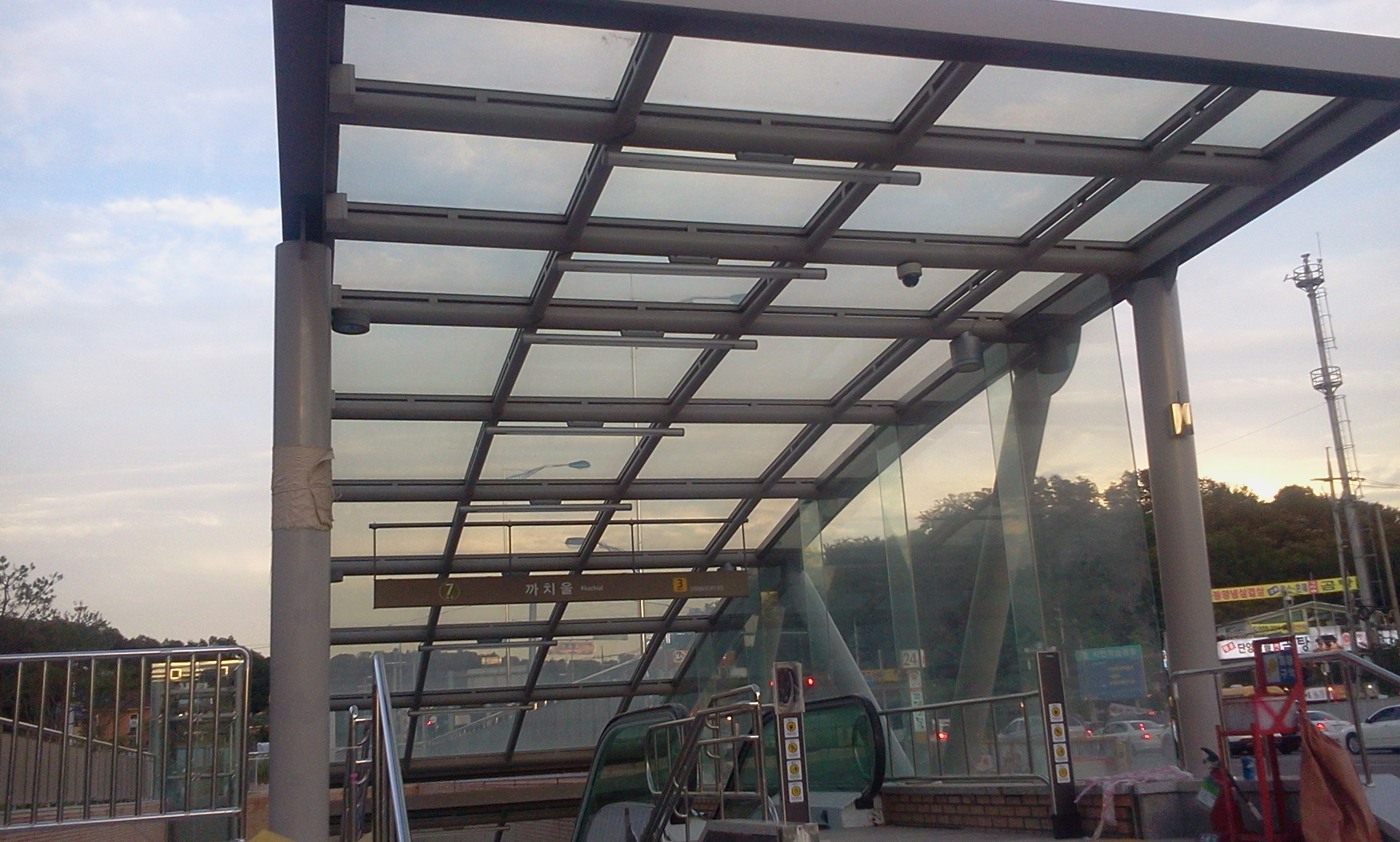
3號出口

## 相鄰車站
仁川交通公社
●首爾地鐵7號線
溫水（750）－喜鵲屋（751）－富川綜合運動場（752）